# Esprit Philippe Chédeville
Esprit Philippe Chédeville, conegut com Chédeville el vell, (Oulins (Centre – Vall del Loira), 1696 - París, 9 de març, 1762), fou un virtuós músic de musette de la cort, compositor i fabricant d'instruments musicals. Provenia de la família de músics Chédeville-Hotteterre.

## Vida i obra
Esprit Philippe Chédeville va ser admès l'any 1709, als tretze anys, com a músic de l'orquestra de l'Òpera de París. El maig de 1723, Jean Hotteterre, un parent llunyà que era oboista de la Cambra i de la Grande Écurie, li va transferir la responsabilitat del seu càrrec. Quan el seu germà Pierre Chédeville va morir el 1725, Esprit Philippe va passar el seu càrrec al seu germà petit Nicolas, perquè ell mateix pogués assumir el càrrec del seu germà difunt. El 14 de desembre de 1727 va morir el seu besoncle Nicolas J. Hotteterre.
Servir com a oboista a la Chambre de la Cour et de la Grande Écurie va deixar a Esprit Philippe Chédeville el temps suficient per dedicar-se als estudiants per als quals va compondre una sèrie de peces de musette i zanfona. Va obtenir privilegis pels drets d'edició de la seva pròpia música. També va dedicar una part important del seu temps a la fabricació d'instruments. Les motxilles de Chédeville eren molt populars. Als Cartells i Anuncis de 1757 a 1783, trobem nombrosos anuncis de venda de motxilles magníficament decorats per Chédeville el vell, com també s'anomenava. Pocs d'aquests instruments, tan demandats en aquell moment, ens han arribat.
L'1 de gener de 1736, Esprit Philippe Chédeville es va acomiadar de l'Òpera de París. Fins al 1760 encara s'esmenta entre els músics de la cort. Va morir dos anys després a París.